# Тетракис(трифенилфосфин)палладий
Тетракис(трифенилфосфин)палладий — неорганическое 
комплексное соединение палладия и трифенилфосфина
с формулой Pd[P(C6H5)3]4,
жёлтые кристаллы.

## Получение
- Реакция хлорида палладия(II), трифенилфосфина и гидразина в диметилсульфоксиде[1]:

{\displaystyle {\mathsf {2PdCl_{2}+8P(C_{6}H_{5})_{3}+5NH_{2}NH_{2}\cdot H_{2}O{\xrightarrow {140^{o}C}}\ }}}
{\displaystyle {\mathsf {{\xrightarrow {140^{o}C}}\ 2Pd[P(C_{6}H_{5})_{3}]_{4}\downarrow +4NH_{2}NH_{2}\cdot HCl+N_{2}\uparrow +5H_{2}O}}}

## Физические свойства
Тетракис(трифенилфосфин)палладий образует жёлтые кристаллы, неустойчив на воздухе.
Не растворяется в углеводородах и холодном этаноле,
плохо растворяется в тетрагидрофуране, ацетоне, диэтиловом эфире,
умеренно растворяется в бензоле и дихлорметане.
С бензолом образует аддукт вида Pd[P(C6H5)3]4•½C6H6 — кристаллы
кубической сингонии,
пространственная группа P a3,
параметры ячейки a = 2,2863 нм, Z = 8, d = 1,33 г/см³
.

## Применение
- Катализатор в органическом синтезе.